# Сан-Симеоне-Профета
Це́рковь Сан-Симео́не-Профе́та (итал. San Simeone Profeta), или Сан-Симео́не Гра́нде — католический храм в Венеции, расположенный в районе Санта-Кроче. Храм посвящён святому Симеону Богоприимцу.
Название «Сан-Симеоне-Гранде» — Сан-Симеоне Большая — дано, чтобы отличать церковь от другой — Сан-Симеоне-Пикколо, которая расположена по соседству. После постройки нового храма в XVIII веке «Маленькая» церковь стала намного больше по размерам, чем «Большая», однако названия сохранились.

## История
Храм был основан в 967 году семьями Гизи, Адольдо и Бриози. Первоначально это, вероятно, было очень скромное деревянное здание, которое посещали простые люди, рыбаки и крестьяне, выращивающие овощи. После разрушительного пожара в 1150 году храм был отстроен в камне и одновременно возведен в статус приходской церкви.
В 1301 году соломенная крыша была заменена черепичной.
Между 1807 и 1810 годами наполеоновскими указами приход был закрыт, и храм стал филиалом близлежащей Сан-Симеоне-Пикколо. Это положение было отменено в 1810 году, к приходу присоединили приходской округ Сан-Симеоне-Пикколо.

## Архитектура
Фундамент восходит к X веку, но со временем здание претерпело многочисленные перестройки, особенно в XVII веке, когда уровень пола был значительно поднят. Следы первоначального пола были обнаружены во время реставрационных работ в 1839 году.
Здание имеет план базилики, фасад выполнен в неоклассическом стиле, декорирован двумя колоннами коринфского ордера и датируется 1861 годом. Вдоль левой стены храма расположен портик. Слева от фасада расположена колокольня.
Неизвестно, каков был первоначальный архитектурный облик церкви. Единственное изображение, которое каким-то образом документирует его облик, есть на плане, созданном в 1500 году Якопо де Барбари. На этом документе здание прямоугольное в плане, перекрыто простой двускатной крышей остроконечного типа. Это может свидетельствовать об однонефном устройстве интерьера, однако нынешняя планиметрическая схема, состоящая из трёх нефов, и наличие древних колонн, использованных в последующих перестройках, говорит, что скорее всего церковь изначально была построена по схеме базилики. Также на плане видно, что церковь имеет ту же ориентацию, что и нынешняя, что соответствует канонической ориентации по оси восток-запад.
Портик у левой стены сохранил свой первоначальный облик на протяжении веков, хорошо сохранились каменные колонны, сильно разнесенные и архитравированные.
Есть сведения, что во время чумы 1630 года неосторожный приходской священник устроил в храме погребение умершему от чумы. Власти города, узнав об этом, предписали обустроить новый пол поверх старого, который был обнаружен во время реставрационных работ, предпринятых в XIX веке.
В начале XVIII века архитектор Доменико Марготти начал реставрацию здания, но работы вылились в настоящую реконструкцию. После окончания работ церковь изменила свой первоначальный вид, хотя большая часть древнего материала, например, колонны нефов, была оставлена.
В 1755 году архитектор Джорджио Массари спроектировал и построил внутри церкви часовню и получил задание продолжить работы по модернизации и создать новый фасад. Фасад был полностью перестроен в неоклассическом стиле в результате реставрационных работ 1861 года. Он членён по вертикали на три части двумя коринфскими полуколоннами, поставленными на высокие пьедесталы и завершенными тимпаном. В центральной части находится высокий портал, обрамленный двумя плитами из истрийского камня, а над ним — два окна c полуциркульными сводами.
Церковь подверглась реставрации также в 1861 году, после чего фасад и интерьер были настолько основательно переделаны, что храм практически потерял свою историческую ценность.

### Интерьер
Интерьер имеет три нефа со старинными колоннами, перестроенными в начале XVIII века архитектором Доменико Марготти. Внутри, справа от входа, находится полотно «Введение в храм» работы Якопо Пальма иль Джоване.
В правом проходе находится эффигия, которая как считают на основании надписи, датированной 1317 годом, расположена над могилой блаженного Симеона; статуя считается работой мастера Марко Романо.
Во втором алтаре левого нефа находится картина Якопо Тинторетто, изображающая «Тайную вечерю» (1560 год).

### Колокольня
Колокольня высотой 23 метра датируется XVIII веком. Карта Якопо де Барбари 1500 года показывает, что тогда колокольня была больше и выше.